# Toradjia cephalica
Toradjia cephalica är en kräftdjursart som beskrevs av Dollfus 1898C. Toradjia cephalica ingår i släktet Toradjia och familjen Scleropactidae. Inga underarter finns listade i Catalogue of Life.